# Aluniș (gmina w okręgu Marusza)
Aluniș – gmina w Rumunii, w okręgu Marusza. Obejmuje miejscowości Aluniș, Fițcău i Lunca Mureșului. W 2011 roku liczyła 3236 mieszkańców.